# Anthon B. Nilsen

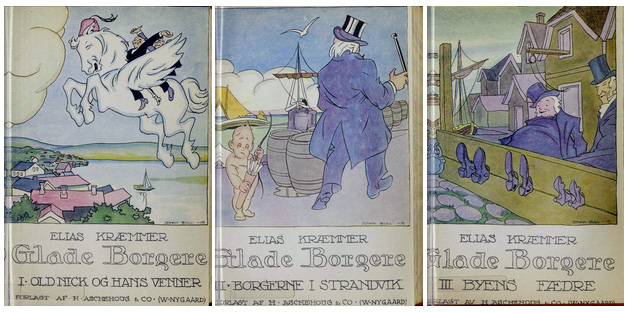
Omslagen till Glade borgere 1919 utförda av Johan Bull.

Anthon Bernhard Elias Nilsen, född 1855, död 1936, var en norsk författare och affärsman.
Nilsen gjorde sig under pseudonymen Elias Kæmer känd som författare av humoristiska småstadsskildringar och av lustspel.
En byst av honom ble avtäckt i Svelvik 1955, av bildhuggaren Emma Matthiasen.
Elias Kræmmers gate i Fredrikstad och Elias Kræmmers vei i Drammen är uppkallade efter honom.

## Biografi
Nilsens far drunknade när Nilsen var sex år och familjen flyttade från Svelvik till Christiania. Han tog skepparexamen 1873 och gick till sjöss ett år innan han flyttade till Drammen.  1877 flyttade han till Fredrikstad, där han blev disponent för Fredrikstad Dampsag och senare startade en trälastfirma och var inblandad i flera andra industrier. Han satt i Fredrikstads bystyre under en period och 1895-97 satt han i Stortinget. 
Han skrev berättelser i Børnenes Blad och Almuevennen under pseudonymen Elias Kræmmer, och andra artiklar i lokaltidningar i Fredrikstad. Han gav ut sin första bok 1894  Glade Borgere, Humoristiske Skisser. Han skrev senare en rad skådespel och romaner. 
Nilsen blev utnämnd till riddare av St. Olavs Orden 1895, riddare av den franska Hederslegionen och den svenska Nordstjärneorden.